# 구로히메촌
구로히메촌(黒姫村)은 니가타현 가리와군에 있던 촌이다.

## 역사
- 1956년 9월 30일 - 가리와군 조조촌, 노다촌, 우카와촌이 합병해 구로히메촌이 성립하였다.
- 1968년 11월 1일 - 가시와자키시에 편입해 소멸하였다.

## 참고문헌
- 『市町村名変遷辞典』東京堂出版、1990年。